# Septiljard
Septiljard är talet 1045 och kan skrivas med en etta följt av 45 nollor, alltså
1 000 000 000 000 000 000 000 000 000 000 000 000 000 000 000.
Ordet septiljard kommer från det latinska prefixet sept- (sju-) och ändelsen -iljard från miljard.
En septiljard är lika med en miljon sextiljarder eller en miljondel av en oktiljard.